# Abakan (město)
Abakan (rusky Абака́н, chakasky Агбан) je ruské město ležící na Sibiři. Je hlavním městem Chakaské republiky. Město se rozkládá na levém břehu řeky Jenisej, do níž se zleva vlévá řeka Abakan, protékající městem. Žije zde přibližně 182 tisíc obyvatel, což představuje asi 35 % obyvatel republiky. Ve městě se nachází pevnost Abakan vybudovaná v roce 1675.

## Dějiny města

### Starověké období
Osady poblíž ústí řeky Abakan jsou známy již z doby bronzové. Místní obyvatelé nazývali toto místo Akh-Tigei (Bílá Koruna - protože na tomto místě byly často jurty vyrobené z březové kůry). Na úpatí hory Samochval se nacházela kamenná hunská pevnost. 

### Carské období
V roce 1675 byla na ostrově Pine u ústí řeky Abakan na jejím soutoku s Jenisejem založena první ruská pevnost v Chakasku - Abakanský ostrog. Jednalo se o první velkou stavbu na území budoucího města zaznamenanou v historických dokumentech. V roce 1707 došlo k připojení Chakasku k Rusku a začal přerod pevnosti v město. Domorodí obyvatelé se postupně přesunuli od kočovnictví k usedlému životu v Ust-Abakanu, rozorali okolní pozemky a začali pěstovat obilí. V roce 1823 bylo Ust-Abakanskoje na ruských mapách jako vesnice a ne vojenská pevnost.
Od konce 18. století a v průběhu 19. století byly do Abakanu posíláni političtí provinilci z Litvy. Okolo města byla vybudována skupina táborů, kde vězni byli nuceni pracovat v uhelných dolech. 

### Sovětské období
Vesnice byla v roce 1931 povýšena na město a změnila si název z Ust-Abakanskoje na současný Abakan.
V letech 1943-1953 byly v okolí města zřízeny gulagy, které sloužily hlavně k těžbě uhlí a zlata, stavbě ropného kombinátu a těžbě dřeva.

## Doprava
Městem prochází od severu k jihu federální silnice R257 - Jenisej. Z ní odbočuje federální silnice R411 do Sajanagorsku. Ze silnice R257 také odbočuje i chakaská silnice A161, která směřuje do Abazy a dále až do Ak-Dovuraku.
Abakan je také důležitou železniční křižovatkou. Vede jím Krasnojarská železniční dráha, která zajišťuje spojení s Moskvou, Krasnojarskem, Novokuzněckem a jinými místy.
Mimo pozemní dopravu je ve městě rovněž letiště, z něhož odlétají letadla do Moskvy a několika dalších měst v Ruské federaci.